# Pátria amada
Pátria Amada (in italiano: Patria amata) è l'inno nazionale del Mozambico. Il testo è stato scritto da Salomão J. Manhiça, mentre l'autore della musica è sconosciuto. Il brano è stato adottato come inno nel 2002 al posto del precedente Viva, viva a FRELIMO.

## Testo
Na memória de África e do Mundo
Pátria bela dos que ousaram lutar
Moçambique, o teu nome é liberdade
O Sol de Junho para sempre brilhará
(Coro): Moçambique nossa terra gloriosa
Pedra a pedra construindo um novo dia
Milhões de braços, uma só força
Oh pátria amada, vamos vencer
Povo unido do Rovuma ao Maputo
Colhe os frutos do combate pela paz
Cresce o sonho ondulando na bandeira
E vai lavrando na certeza do amanhã
(Coro)
Flores brotando do chão do teu suor
Pelos montes, pelos rios, pelo mar
Nós juramos por ti, oh Moçambique
Nenhum tirano nos irá escravizar
(Coro)

### Traduzione
Nella memoria dell'Africa e del mondo
Bella patria di chi ha osato combattere
Mozambico, il tuo nome è libertà
Il Sole di giugno sempre brillerà
(Rit): Mozambico, la nostra Terra gloriosa
Pietra dopo pietra costruiamo il nuovo giorno
Milioni di braccia in una sola forza
O, amata patria, avremo successo
Popolo unito da Rovuma a Maputo
Raccogli i frutti della lotta per la pace
Il sogno cresce sventolano la bandiera
E si coltiva nella certezza del domani
(Rit.)
I fiori crescono nel suolo del vostro sudore
Per monti, i fiumi, il mare
Giuriamo per te, o Mozambico
Nessun tiranno ci asservirà
(Rit.)